# Adrian Iencsi
Adrian Mihai Iencsi (* 15. März 1975 in Piatra Neamț) ist ein ehemaliger rumänischer Fußballspieler und derzeitiger -trainer.

## Karriere

### Im Verein
Seine Karriere begann er bei seinem Heimatverein Ceahlăul Piatra Neamț. Nach einer halbjährigen Leihe zum kleineren Cetatea Târgu Neamț entwickelte sich das Talent zum Stammspieler bei Ceahlăul. 1996 schaffte er den Sprung zum Großklub Rapid Bukarest. In Bukarest erlebte Iencsi acht erfolgreiche Jahre und wurde zum Nationalspieler.
2004 folgte der Wechsel zum russischen Traditionsverein Spartak Moskau. Anfangs noch Stammspieler, wurde er in der Folgesaison durch Martin Stranzl und Radoslav Kováč aus der Startformation verdrängt. 2006 kam er nur mehr auf sieben Einsätze, woraufhin sein Vertrag nicht verlängert wurde und er zu seinem Heimatverein Ceahlăul zurück wechselte.
In der Saison 2007/08 gab er ein einjähriges Gastspiel auf Zypern bei Apollon Limassol, wo er zeitweise auch Kapitän der Mannschaft war.
Am 31. August 2008 gab der Kapfenberger SV die Verpflichtung von Iencsi bekannt. Nach nur vier Einsätzen und wegen Problemen bei der Arbeitsbewilligung wechselte der Rumäne im Januar 2009 zurück zu Rapid Bukarest, wo er ein Jahr auch als Co-Trainer arbeitete.
Im Januar 2011 wechselte er zum rumänischen Zweitligisten FCM Târgu Mureș, mit dem er im Sommer 2011 in die Liga 1 aufstieg. Nach dem Abstieg ein Jahr später beendete er seine Laufbahn.

### In der Nationalmannschaft
Iencsi spielte zwischen dem 15. November 2000 und 2006 insgesamt 30 mal für die rumänische Fußballnationalmannschaft und erzielte ein Tor. Er kam zwar in den Qualifikationsspielen für die Fußball-Weltmeisterschaft 2006 zum Einsatz, schaffte es aber nicht in das endgültige WM-Aufgebot Rumäniens.

## Trainer-Karriere
Von Juli 2013 bis Juni 2014 war Iencsi Trainer des FC Voluntari in der Liga III. Im Oktober 2015 übernahm er dort den FC Hunedoara, musste jedoch zwei Monate später wieder gehen. Im April 2016 wurde er Cheftrainer von ACS Sporting Turnu Măgurele, ebenfalls in der Liga III. Am Saisonende trennten sich die Wege wieder. Anschließend wurde Iencsi Cheftrainer von ACS Foresta Suceava in der Liga II. Nach zwei Niederlagen zu Beginn der Saison 2016/17 musste er seinen Hut nehmen. Zu Beginn der Spielzeit 2017/18 übernahm er das Training von Zweitligist FC Dunărea Călărași. Dieses Amt gab er nach einem Monat wieder auf, um Cheftrainer von Ligakonkurrent Pandurii Târgu Jiu zu werden.

## Erfolge
- Rumänischer Meister: 1999, 2003
- Rumänischer Pokalsieger: 1998, 2002
- Rumänischer Supercup-Sieger: 1999, 2003
- Russischer Vizemeister: 2005, 2006
- Russischer Pokal-Finalist: 2006